# Atletiek op de Olympische Zomerspelen 2016
Atletiek is een van de sporten die beoefend werden op de Olympische Zomerspelen 2016 in Rio de Janeiro, Brazilië. De onderdelen werden afgewerkt tijdens de laatste tien dagen van de Spelen, van 12 tot en met 21 augustus.
Atletiek is met 47 onderdelen de omvangrijkste sport op de Spelen. Er zijn 24 onderdelen voor de mannen en 23 voor de vrouwen. Het programma is identiek aan dat van de vorige Spelen. De onderdelen voor de vrouwen zijn bijna hetzelfde als voor de mannen. Alleen bij het hordelopen (mannen 110 meter, vrouwen 100 meter) en bij de meerkamp (mannen tienkamp, vrouwen zevenkamp) zijn er verschillen. De 50 km snelwandelen is het enige onderdeel dat alleen door mannen wordt beoefend.
De Russische ploeg voor de atletiek werd op 17 juni 2016 door de IAAF van de Olympische Spelen in Rio de Janeiro uitgesloten. In Rusland waren niet voldoende controles op doping uitgevoerd. Het IOC besloot vier dagen later (21 juni) om Russische atleten, die buiten Rusland hadden getraind en waren gecontroleerd, wel tot de Olympische Spelen toe te laten. De verspringster Darja Klisjina was de enige Russische atlete die daarop in actie kwam.

## Locatie

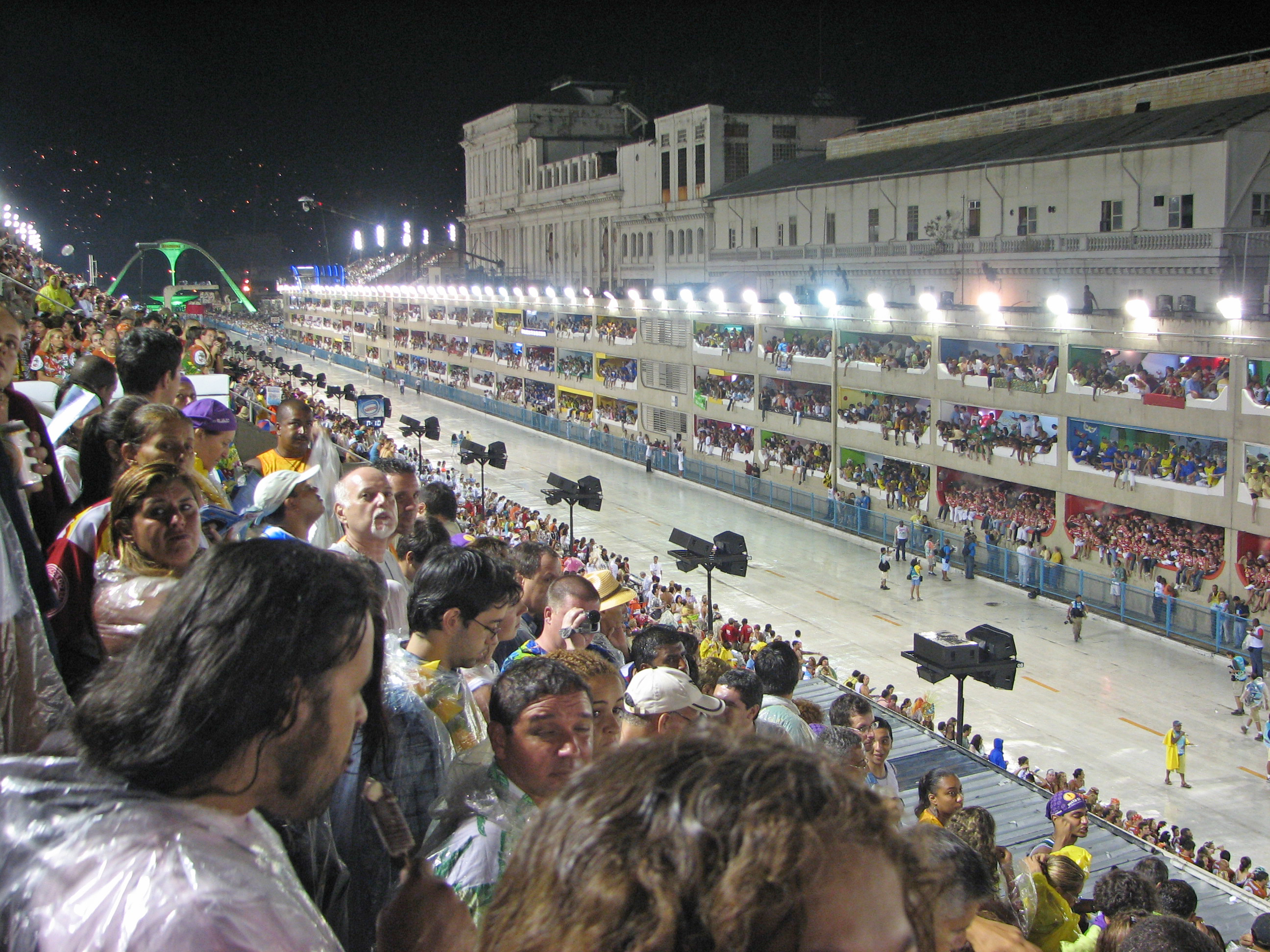
Sambódromo (2006)

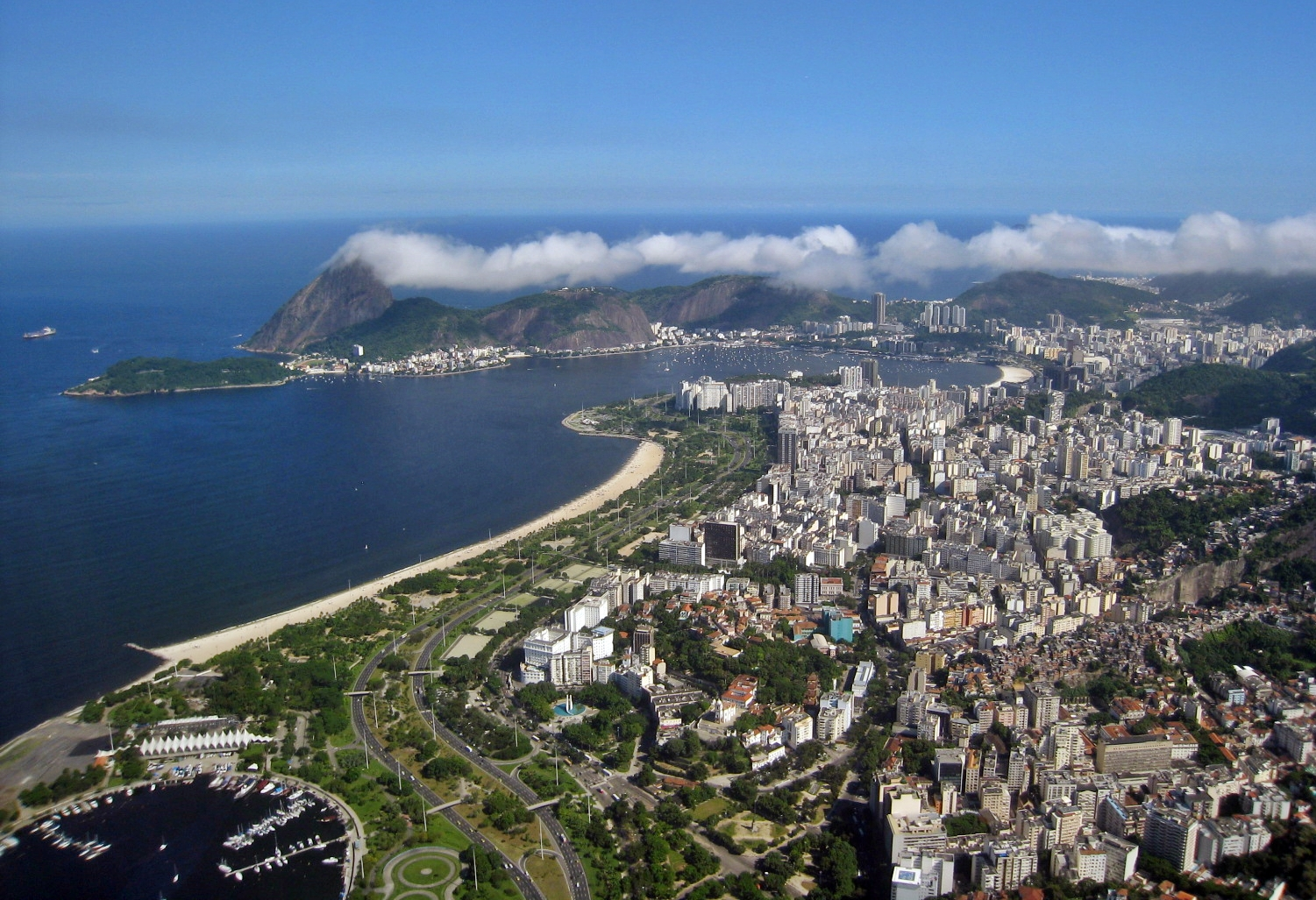
Luchtfoto van het Parque do Flamengo

De stadiononderdelen vonden plaats in het Estádio Olímpico João Havelange, de marathon op het Sambódromo da Marquês de Sapucaí en het snelwandelen in het Parque do Flamengo.

## Kwalificatie
Deelnemers per land
In totaal namen er ongeveer 2000 atleten in de atletiek deel. Elk land mocht per onderdeel maximaal drie atleten laten deelnemen en een atleet als reserve aanmelden, waarbij elke atleet aan de kwalificatienorm moest voldoen. Elk land dat geen atleten had die aan de kwalificatienorm voldeden, mocht per sekse één atleet laten deelnemen, ongeacht de prestaties.
Leeftijd
Aan de marathon en 50 kilometer snelwandelen mochten alleen atleten meedoen die in het jaar van de Spelen twintig jaar of ouder waren (geboren in 1996 of eerder). Deelnemers aan de werpnummers, de 10.000 meter, 20 kilometer snelwandelen, zevenkamp en de tienkamp moesten ten minste achttien jaar zijn of worden in 2016 (geboren in 1998 of eerder). Deelnemers aan de overige onderdelen moesten ten minste zestien jaar zijn of worden in 2016 (geboren in 2000 of eerder).
Kwalificatienormen
De kwalificatienormen waren op 15 april 2015 door de IAAF vastgesteld en bekendgemaakt.
De kwalificatienorm voor de 10.000 meter, de marathon, het snelwandelen en de meerkamp moest worden gehaald tussen 1 januari 2015 en 11 juli 2016. De norm voor de overige individuele onderdelen moest worden gehaald tussen 1 mei 2015 en 11 juli 2016. De norm voor de estafettenummers tussen 1 januari 2015 en 11 juli 2016.
| Onderdeel            | Mannen   | Vrouwen  |
| -------------------- | -------- | -------- |
| 100 m                | 10,16    | 11,32    |
| 200 m                | 20,50    | 23,20    |
| 400 m                | 45,40    | 52,00    |
| 800 m                | 1.45,80  | 2.01,00  |
| 1500 m               | 3.36,00  | 4.06,00  |
| 5000 m               | 13.25,00 | 15.20,00 |
| 10.000 m             | 28.00,00 | 32.15,00 |
| 100 m hordelopen     | -        | 13,00    |
| 110 m hordelopen     | 13,47    | -        |
| 400 m hordelopen     | 49,40    | 56,20    |
| 3000 m steeplechase  | 8.28,00  | 9.45,00  |
| Hoogspringen         | 2,29 m   | 1,94 m   |
| Polsstokhoogspringen | 5,70 m   | 4,50 m   |
| Verspringen          | 8,15 m   | 6,70 m   |
| Hink-stap-springen   | 16,90 m  | 14,20 m  |
| Kogelstoten          | 20,50 m  | 17,80 m  |
| Discuswerpen         | 66,00 m  | 61,00 m  |
| Kogelslingeren       | 78,00 m  | 71,00 m  |
| Speerwerpen          | 83,00 m  | 62,00 m  |
| Zevenkamp            | -        | 6200 pnt |
| Tienkamp             | 8100 pnt | -        |
| 20 km snelwandelen   | 1:24.00  | 1:35.00  |
| 50 km snelwandelen   | 4:03.00  | -        |
| Marathon             | 2:17.00  | 2:42.00  |

Kwalificatie-evenementen
Kwalificatie-evenementen waren de door de IAAF georganiseerde wedstrijden, of de door individuele organisaties georganiseerde wedstrijden die voldeden aan de eisen van de IAAF. Deze eisen waren: opgeleide juryleden, elektronische tijdwaarneming, windmeting bij de sprints en openbare toegankelijkheid voor concurrentie. Een uitzondering gold voor de marathon en de 50 kilometer snelwandelen. Hier werden de kwalificatie-evenementen door de IAAF aangewezen. De top-20 van het wereldkampioenschap op de marathon 2015 en de top-10 van de zogenaamde "IAAF Gold Label Marathons" in 2015 en 2016 die binnen de kwalificatietermijn vielen, plaatsten zich sowieso voor de Spelen.
Estafettenummers
Aan de estafettenummers namen zestien teams deel. De beste acht teams per onderdeel van de IAAF World Relays 2015 waren automatisch geplaatst. Aanwijzing van de overige teams vond plaats op basis van de twee beste tijden die door estafetteteams van een land waren gelopen. Als een gekwalificeerd land niet mee wilde doen, werd de vrijgekomen plaats opgevuld door het eerstvolgende land. Per estafetteteam mocht een land zes atleten inschrijven. Als een land in de overeenkomende individuele afstand atleten had ingeschreven, moesten deze deelnemers, inclusief de reserve(s), worden opgenomen in het estafetteteam.
Niet-gekwalificeerde atleten
Indien een land geen enkele man en/of vrouw had die had voldaan aan een kwalificatienorm, mocht dat land alsnog zijn beste atleet (man en/of vrouw) inschrijven. Deze mocht op maximaal één onderdeel uitkomen, maar niet in de meerkamp, 10.000 meter of de 3000 meter steeplechase. De IAAF moest hiervoor wel toestemming geven en deed dit op basis van het niveau van de deelnemer en het onderdeel waarop deze wilde uitkomen.

## Wedstrijdschema
Naast het snelwandelen en de marathons waren er, voor de eerste maal sinds de Spelen van 1988, nog een aantal onderdelen met ochtendfinales. Dit op verzoek van het organisatiecomité en de Olympic Broadcasting Service ondersteund door het Internationaal Olympisch Comité, om er voor te zorgen dat de sport maximaal zichtbaar was in alle tijdzones.
LegendaO = ochtendsessie   A = avondsessie
Q = Kwalificatie   S = Series   ½ = Halve finales   F = Finale
| Datum →              | 12 | 12 | 13 | 13 | 13 | 14 | 14 | 14 | 15 | 15 | 16 | 16 | 16 | 17 | 17 | 18 | 18 | 19 | 19 | 20 | 20 | 21 | 21 |
| Onderdeel ↓          | O  | A  | O  | O  | A  | O  | A  | A  | O  | A  | O  | A  | A  | O  | A  | O  | A  | O  | A  | O  | A  | O  | A  |
| -------------------- | -- | -- | -- | -- | -- | -- | -- | -- | -- | -- | -- | -- | -- | -- | -- | -- | -- | -- | -- | -- | -- | -- | -- |
| 100 m                |    |    | Q  | S  |    |    | ½  | F  |    |    |    |    |    |    |    |    |    |    |    |    |    |    |    |
| 200 m                |    |    |    |    |    |    |    |    |    |    | S  |    |    |    | ½  |    | F  |    |    |    |    |    |    |
| 400 m                |    | S  |    |    | ½  |    | F  | F  |    |    |    |    |    |    |    |    |    |    |    |    |    |    |    |
| 800 m                | S  |    |    |    | ½  |    |    |    |    | F  |    |    |    |    |    |    |    |    |    |    |    |    |    |
| 1500 m               |    |    |    |    |    |    |    |    |    |    | S  |    |    |    |    |    | ½  |    |    |    | F  |    |    |
| 5000 m               |    |    |    |    |    |    |    |    |    |    |    |    |    | S  |    |    |    |    |    |    | F  |    |    |
| 10.000 m             |    |    |    |    | F  |    |    |    |    |    |    |    |    |    |    |    |    |    |    |    |    |    |    |
| 110 m horden         |    |    |    |    |    |    |    |    |    | S  |    | ½  | F  |    |    |    |    |    |    |    |    |    |    |
| 400 m horden         |    |    |    |    |    |    |    |    | S  |    |    | ½  | ½  |    |    | F  |    |    |    |    |    |    |    |
| 3000 m steeplechase  |    |    |    |    |    |    |    |    | S  |    |    |    |    | F  |    |    |    |    |    |    |    |    |    |
| 4x100 m              |    |    |    |    |    |    |    |    |    |    |    |    |    |    |    | S  |    |    | F  |    |    |    |    |
| 4x400 m              |    |    |    |    |    |    |    |    |    |    |    |    |    |    |    |    |    |    | S  |    | F  |    |    |
| Marathon             |    |    |    |    |    |    |    |    |    |    |    |    |    |    |    |    |    |    |    |    |    | F  |    |
| 20 km snelwandelen   | F  |    |    |    |    |    |    |    |    |    |    |    |    |    |    |    |    |    |    |    |    |    |    |
| 50 km snelwandelen   |    |    |    |    |    |    |    |    |    |    |    |    |    |    |    |    |    | F  |    |    |    |    |    |
| Verspringen          |    | Q  |    |    | F  |    |    |    |    |    |    |    |    |    |    |    |    |    |    |    |    |    |    |
| Hink-stap-springen   |    |    |    |    |    |    |    |    | Q  |    | F  |    |    |    |    |    |    |    |    |    |    |    |    |
| Hoogspringen         |    |    |    |    |    |    | Q  | Q  |    |    |    | F  | F  |    |    |    |    |    |    |    |    |    |    |
| Polsstokhoogspringen |    |    |    |    | Q  |    |    |    |    | F  |    |    |    |    |    |    |    |    |    |    |    |    |    |
| Kogelstoten          |    |    |    |    |    |    |    |    |    |    |    |    |    |    |    | Q  | F  |    |    |    |    |    |    |
| Discuswerpen         | Q  |    | F  | F  |    |    |    |    |    |    |    |    |    |    |    |    |    |    |    |    |    |    |    |
| Speerwerpen          |    |    |    |    |    |    |    |    |    |    |    |    |    |    | Q  |    |    |    |    |    | F  |    |    |
| Kogelslingeren       |    |    |    |    |    |    |    |    |    |    |    |    |    | Q  |    |    |    |    | F  |    |    |    |    |
| Tienkamp             |    |    |    |    |    |    |    |    |    |    |    |    |    | F  | F  | F  | F  |    |    |    |    |    |    |

| Datum →              | 12 | 12 | 13 | 13 | 13 | 14 | 14 | 15 | 15 | 16 | 16 | 17 | 17 | 17 | 18 | 18 | 19 | 19 | 20 | 20 | 21 | 21 |
| Onderdeel ↓          | O  | A  | O  | A  | A  | O  | A  | O  | A  | O  | A  | O  | A  | A  | O  | A  | O  | A  | O  | A  | O  | A  |
| -------------------- | -- | -- | -- | -- | -- | -- | -- | -- | -- | -- | -- | -- | -- | -- | -- | -- | -- | -- | -- | -- | -- | -- |
| 100 m                | Q  | S  |    | ½  | F  |    |    |    |    |    |    |    |    |    |    |    |    |    |    |    |    |    |
| 200 m                |    |    |    |    |    |    |    |    | S  |    | ½  |    | F  | F  |    |    |    |    |    |    |    |    |
| 400 m                |    |    | S  |    |    |    | ½  |    | F  |    |    |    |    |    |    |    |    |    |    |    |    |    |
| 800 m                |    |    |    |    |    |    |    |    |    |    |    | S  |    |    |    | ½  |    |    |    | F  |    |    |
| 1500 m               |    | S  |    |    |    |    | ½  |    |    |    | F  |    |    |    |    |    |    |    |    |    |    |    |
| 5000 m               |    |    |    |    |    |    |    |    |    | S  |    |    |    |    |    |    |    | F  |    |    |    |    |
| 10.000 m             | F  |    |    |    |    |    |    |    |    |    |    |    |    |    |    |    |    |    |    |    |    |    |
| 100 m horden         |    |    |    |    |    |    |    |    |    | S  |    |    | ½  | F  |    |    |    |    |    |    |    |    |
| 400 m horden         |    |    |    |    |    |    |    | S  |    |    | ½  |    |    |    |    | F  |    |    |    |    |    |    |
| 3000 m steeplechase  |    |    | S  |    |    |    |    | F  |    |    |    |    |    |    |    |    |    |    |    |    |    |    |
| 4x100 m              |    |    |    |    |    |    |    |    |    |    |    |    |    |    | S  |    |    | F  |    |    |    |    |
| 4x400 m              |    |    |    |    |    |    |    |    |    |    |    |    |    |    |    |    |    | S  |    | F  |    |    |
| Marathon             |    |    |    |    |    | F  |    |    |    |    |    |    |    |    |    |    |    |    |    |    |    |    |
| 20 km snelwandelen   |    |    |    |    |    |    |    |    |    |    |    |    |    |    |    |    | F  |    |    |    |    |    |
| Verspringen          |    |    |    |    |    |    |    |    |    |    | Q  |    | F  | F  |    |    |    |    |    |    |    |    |
| Hink-stap-springen   |    |    | Q  |    |    |    | F  |    |    |    |    |    |    |    |    |    |    |    |    |    |    |    |
| Hoogspringen         |    |    |    |    |    |    |    |    |    |    |    |    |    |    | Q  |    |    |    |    | F  |    |    |
| Polsstokhoogspringen |    |    |    |    |    |    |    |    |    | Q  |    |    |    |    |    |    |    | F  |    |    |    |    |
| Kogelstoten          | Q  | F  |    |    |    |    |    |    |    |    |    |    |    |    |    |    |    |    |    |    |    |    |
| Discuswerpen         |    |    |    |    |    |    |    |    | Q  | F  |    |    |    |    |    |    |    |    |    |    |    |    |
| Speerwerpen          |    |    |    |    |    |    |    |    |    |    | Q  |    |    |    |    | F  |    |    |    |    |    |    |
| Kogelslingeren       |    | Q  |    |    |    |    |    | F  |    |    |    |    |    |    |    |    |    |    |    |    |    |    |
| Zevenkamp            | F  | F  | F  | F  | F  |    |    |    |    |    |    |    |    |    |    |    |    |    |    |    |    |    |

## Medaillewinnaars
LegendaWR = Wereldrecord   OR = Olympisch record   AR = Werelddeelrecord   NR = Nationaal record
WJR = Wereld jeugdrecord   WL = Beste jaarprestatie   PB = Persoonlijk record   SB = Beste seizoensprestatie

### Mannen
| Onderdeel            | Goud                                                                                           | Goud        | Zilver                                                                             | Zilver      | Brons                                                                               | Brons      |
| -------------------- | ---------------------------------------------------------------------------------------------- | ----------- | ---------------------------------------------------------------------------------- | ----------- | ----------------------------------------------------------------------------------- | ---------- |
| 100 m                | Usain Bolt Jamaica                                                                             | 9,81        | Justin Gatlin Verenigde Staten                                                     | 9,89        | Andre De Grasse Canada                                                              | 9,91       |
| 200 m                | Usain Bolt Jamaica                                                                             | 19,78       | Andre De Grasse Canada                                                             | 20,02       | Christophe Lemaitre Frankrijk                                                       | 20,12      |
| 400 m                | Wayde van Niekerk Zuid-Afrika                                                                  | 43,03 WR    | Kirani James Grenada                                                               | 43,76       | LaShawn Merritt Verenigde Staten                                                    | 43,85      |
| 800 m                | David Rudisha Kenia                                                                            | 1.42,15     | Taoufik Makhloufi Algerije                                                         | 1.42,61 NR  | Clayton Murphy Verenigde Staten                                                     | 1.42,85    |
| 1500 m               | Matthew Centrowitz Verenigde Staten                                                            | 3.50,00     | Taoufik Makhloufi Algerije                                                         | 3.50,11     | Nick Willis Nieuw-Zeeland                                                           | 3.50,24    |
| 5000 m               | Mo Farah Groot-Brittannië                                                                      | 13.03,30    | Paul Kipkemoi Chelimo Verenigde Staten                                             | 13.03,90    | Hagos Gebrhiwet Ethiopië                                                            | 13.04,35   |
| 10.000 m             | Mo Farah Groot-Brittannië                                                                      | 27.05,17    | Paul Tanui Kenia                                                                   | 27.05,64 SB | Tamirat Tola Ethiopië                                                               | 27.06,26   |
| 110 m horden         | Omar McLeod Jamaica                                                                            | 13,05       | Orlando Ortega Spanje                                                              | 13,17       | Dimitri Bascou Frankrijk                                                            | 13,24      |
| 400 m horden         | Kerron Clement Verenigde Staten                                                                | 47,73       | Boniface Mucheru Tumuti Kenia                                                      | 47,78 NR    | Yasmani Copello Turkije                                                             | 47,92 NR   |
| 3000 m steeplechase  | Conseslus Kipruto Kenia                                                                        | 8.03,28 OR  | Evan Jager Verenigde Staten                                                        | 8.04,28     | Mahiedine Mekhissi-Benabbad Frankrijk                                               | 8.11,52    |
| 4x100 m              | Jamaica Asafa Powell Yohan Blake Nickel Ashmeade Usain Bolt Jevaughn Minzie Kemar Bailey-Cole  | 37,27       | Japan Ryota Yamagata Shota Iizuka Yoshihide Kiryu Asuka Cambridge                  | 37,60 AR    | Canada Akeem Haynes Aaron Brown Brendon Rodney Andre De Grasse Mobolade Ajomale     | 37,64 NR   |
| 4x400 m              | Verenigde Staten Arman Hall Tony McQuay Gil Roberts LaShawn Merritt Kyle Clemons David Verburg | 2.57,30     | Jamaica Peter Matthews Nathon Allen Fitzroy Dunkley Javon Francis Rusheen McDonald | 2.58,16     | Bahama's Alonzo Russell Michael Mathieu Steven Gardiner Chris Brown Stephen Newbold | 2.58,49    |
| Marathon             | Eliud Kipchoge Kenia                                                                           | 2:08.44     | Feyisa Lilesa Ethiopië                                                             | 2:09.54     | Galen Rupp Verenigde Staten                                                         | 2:10.05    |
| 20 km snelwandelen   | Wang Zhen China                                                                                | 1:19.14     | Cai Zelin China                                                                    | 1:19.26 PB  | Dane Bird-Smith Australië                                                           | 1:19.37 PB |
| 50 km snelwandelen   | Matej Tóth Slowakije                                                                           | 3:40.58     | Jared Tallent Australië                                                            | 3:41.16     | Hirooki Arai Japan                                                                  | 3:41.24    |
| Hoogspringen         | Derek Drouin Canada                                                                            | 2,38        | Mutaz Essa Barshim Qatar                                                           | 2,36        | Bohdan Bondarenko Oekraïne                                                          | 2,33       |
| Polsstokhoogspringen | Thiago Braz da Silva Brazilië                                                                  | 6,03 OR, AR | Renaud Lavillenie Frankrijk                                                        | 5,98        | Sam Kendricks Verenigde Staten                                                      | 5,85       |
| Verspringen          | Jeff Henderson Verenigde Staten                                                                | 8,38 SB     | Luvo Manyonga Zuid-Afrika                                                          | 8,37 PB     | Greg Rutherford Groot-Brittannië                                                    | 8,29       |
| Hink-stap-springen   | Christian Taylor Verenigde Staten                                                              | 17,86       | Will Claye Verenigde Staten                                                        | 17,76       | Dong Bin China                                                                      | 17,58      |
| Kogelstoten          | Ryan Crouser Verenigde Staten                                                                  | 22,52 OR    | Joe Kovacs Verenigde Staten                                                        | 21,78       | Tomas Walsh Nieuw-Zeeland                                                           | 21,36      |
| Discuswerpen         | Christoph Harting Duitsland                                                                    | 68,37       | Piotr Małachowski Polen                                                            | 67,55       | Daniel Jasinski Duitsland                                                           | 65,77      |
| Kogelslingeren       | Dilsjod Nazarov Tadzjikistan                                                                   | 78,68       | Ivan Tsichan Wit-Rusland                                                           | 77,79       | Wojciech Nowicki Polen                                                              | 77,73      |
| Speerwerpen          | Thomas Röhler Duitsland                                                                        | 90,30       | Julius Yego Kenia                                                                  | 88,24       | Keshorn Walcott Trinidad en Tobago                                                  | 85,38      |
| Tienkamp             | Ashton Eaton Verenigde Staten                                                                  | 8893 OR     | Kévin Mayer Frankrijk                                                              | 8834 NR     | Damian Warner Canada                                                                | 8666       |

### Vrouwen
| Onderdeel            | Goud | Goud        | Zilver | Zilver      | Brons                                                                                     | Brons       |
| -------------------- | --- | ----------- | --- | ----------- | ----------------------------------------------------------------------------------------- | ----------- |
| 100 m                | Elaine Thompson Jamaica                                                                                              | 10,71       | Tori Bowie Verenigde Staten | 10,83       | Shelly-Ann Fraser-Pryce Jamaica                                                           | 10,86 SB    |
| 200 m                | Elaine Thompson Jamaica                                                                                              | 21,78       | Dafne Schippers Nederland | 21,88       | Tori Bowie Verenigde Staten                                                               | 22,15       |
| 400 m                | Shaunae Miller Bahama's                                                                                              | 49,44       | Allyson Felix Verenigde Staten                                                                                                   | 49,51       | Shericka Jackson Jamaica                                                                  | 49,85       |
| 800 m                | Caster Semenya Zuid-Afrika                                                                                           | 1.55,28 NR  | Francine Niyonsaba Burundi | 1.56,49     | Margaret Wambui Kenia                                                                     | 1.56,89     |
| 1500 m               | Faith Chepngetich Kipyegon Kenia                                                                                     | 4.08,92     | Genzebe Dibaba Ethiopië | 4.10,27     | Jennifer Simpson Verenigde Staten                                                         | 4.10,53     |
| 5000 m               | Vivian Cheruiyot Kenia                                                                                               | 14.26,17 OR | Hellen Obiri Kenia | 14.29,77    | Almaz Ayana Ethiopië                                                                      | 14.33,59    |
| 10.000 m             | Almaz Ayana Ethiopië                                                                                                 | 29.17,45 WR | Vivian Cheruiyot Kenia | 29.32,53 NR | Tirunesh Dibaba Ethiopië                                                                  | 29.42,56 PB |
| 100 m horden         | Brianna Rollins Verenigde Staten                                                                                     | 12,48       | Nia Ali Verenigde Staten | 12,59       | Kristi Castlin Verenigde Staten                                                           | 12,61       |
| 400 m horden         | Dalilah Muhammad Verenigde Staten                                                                                    | 53,13       | Sara Petersen Denemarken | 53,55 NR    | Ashley Spencer Verenigde Staten                                                           | 53,72       |
| 3000 m steeplechase  | Ruth Jebet Bahrein                                                                                                   | 8.59,75 AR  | Hyvin Jepkemoi Kenia | 9.07,12     | Emma Coburn Verenigde Staten                                                              | 9.07,63 AR  |
| 4x100 m              | Verenigde Staten Tianna Bartoletta Allyson Felix English Gardner Tori Bowie Morolake Akinosun                        | 41,01       | Jamaica Christania Williams Elaine Thompson Veronica Campbell-Brown Shelly-Ann Fraser-Pryce Simone Facey Sashalee Forbes         | 41,36       | Groot-Brittannië Asha Philip Desiree Henry Dina Asher-Smith Daryll Neita                  | 41,77 NR    |
| 4x400 m              | Verenigde Staten Allyson Felix Phyllis Francis Natasha Hastings Courtney Okolo Taylor Ellis-Watson Francena McCorory | 3.19,06     | Jamaica Stephenie Ann McPherson Anneisha McLaughlin-Whilby Shericka Jackson Novlene Williams-Mills Christine Day Chrisann Gordon | 3.20,34     | Groot-Brittannië Eilidh Doyle Anyika Onuora Emily Diamond Christine Ohuruogu Kelly Massey | 3.25,88     |
| Marathon             | Jemima Sumgong Kenia                                                                                                 | 2:24.04     | Eunice Kirwa Bahrein | 2:24.13     | Mare Dibaba Ethiopië                                                                      | 2:24.30     |
| 20 km snelwandelen   | Liu Hong China | 1:28.35     | María Guadalupe González Mexico                                                                                                  | 1.28:37     | Lu Xiuzhi China                                                                           | 1:28.42     |
| Hoogspringen         | Ruth Beitia Spanje                                                                                                   | 1,97        | Mirela Demireva Bulgarije | 1.97        | Blanka Vlašić Kroatië                                                                     | 1.97        |
| Polsstokhoogspringen | Ekaterini Stefanidi Griekenland                                                                                      | 4,85        | Sandi Morris Verenigde Staten | 4,85        | Eliza McCartney Nieuw-Zeeland                                                             | 4,80        |
| Verspringen          | Tianna Bartoletta Verenigde Staten                                                                                   | 7,17        | Brittney Reese Verenigde Staten                                                                                                  | 7,15        | Ivana Španović Servië                                                                     | 7,08 NR     |
| Hink-stap-springen   | Caterine Ibargüen Colombia                                                                                           | 15,17       | Yulimar Rojas Venezuela | 14,98       | Olga Rypakova Kazachstan                                                                  | 14,74       |
| Kogelstoten          | Michelle Carter Verenigde Staten                                                                                     | 20,63 m NR  | Valerie Adams Nieuw-Zeeland | 20,42 m SB  | Anita Márton Hongarije                                                                    | 19,87 m NR  |
| Discuswerpen         | Sandra Perković Kroatië                                                                                              | 69,21       | Mélina Robert-Michon Frankrijk                                                                                                   | 66,73 NR    | Denia Caballero Cuba                                                                      | 65,34       |
| Kogelslingeren       | Anita Włodarczyk Polen                                                                                               | 82,29 WR    | Zhang Wenxiu China | 76,75       | Sophie Hitchon Groot-Brittannië                                                           | 74,54 NR    |
| Speerwerpen          | Sara Kolak Kroatië                                                                                                   | 66,18 NR    | Sunette Viljoen Zuid-Afrika | 64,92       | Barbora Špotáková Tsjechië                                                                | 64,80       |
| Zevenkamp            | Nafissatou Thiam België                                                                                              | 6810 NR     | Jessica Ennis-Hill Groot-Brittannië                                                                                              | 6775 SB     | Brianne Theisen-Eaton Canada                                                              | 6653        |

## Medaillespiegel
| Plaats | Land               | NOC    | Goud | Zilver | Brons | Totaal |
| ------ | ------------------ | ------ | ---- | ------ | ----- | ------ |
| 1      | Verenigde Staten   | USA    | 13   | 10     | 9     | 32     |
| 2      | Kenia              | KEN    | 6    | 6      | 1     | 13     |
| 3      | Jamaica            | JAM    | 6    | 3      | 2     | 11     |
| 4      | China              | CHN    | 2    | 2      | 2     | 6      |
| 5      | Zuid-Afrika        | RSA    | 2    | 2      | 0     | 4      |
| 6      | Groot-Brittannië   | GBR    | 2    | 1      | 4     | 7      |
| 7      | Duitsland          | GER    | 1    | 0      | 1     | 2      |
| 7      | Kroatië            | CRO    | 2    | 0      | 1     | 3      |
| 9      | Ethiopië           | ETH    | 1    | 2      | 5     | 8      |
| 10     | Canada             | CAN    | 1    | 1      | 4     | 6      |
| 11     | Polen              | POL    | 1    | 1      | 1     | 3      |
| 12     | Bahrein            | BRN    | 1    | 1      | 0     | 2      |
| 12     | Spanje             | ESP    | 1    | 1      | 0     | 2      |
| 14     | Bahama's           | BAH    | 1    | 0      | 1     | 2      |
| 15     | België             | BEL    | 1    | 0      | 0     | 1      |
| 15     | Brazilië           | BRA    | 1    | 0      | 0     | 1      |
| 15     | Colombia           | COL    | 1    | 0      | 0     | 1      |
| 15     | Griekenland        | GRE    | 1    | 0      | 0     | 1      |
| 15     | Slowakije          | SVK    | 1    | 0      | 0     | 1      |
| 15     | Tadzjikistan       | TJI    | 1    | 0      | 0     | 1      |
| 21     | Frankrijk          | FRA    | 0    | 3      | 3     | 6      |
| 22     | Algerije           | ALG    | 0    | 2      | 0     | 2      |
| 23     | Nieuw-Zeeland      | NZL    | 0    | 1      | 3     | 4      |
| 24     | Australië          | AUS    | 0    | 1      | 1     | 2      |
| 24     | Japan              | JPN    | 0    | 1      | 1     | 2      |
| 26     | Bulgarije          | BUL    | 0    | 1      | 0     | 1      |
| 26     | Burundi            | BDI    | 0    | 1      | 0     | 1      |
| 26     | Denemarken         | DEN    | 0    | 1      | 0     | 1      |
| 26     | Grenada            | GRN    | 0    | 1      | 0     | 1      |
| 26     | Mexico             | MEX    | 0    | 1      | 0     | 1      |
| 26     | Nederland          | NED    | 0    | 1      | 0     | 1      |
| 26     | Qatar              | QAT    | 0    | 1      | 0     | 1      |
| 26     | Venezuela          | VEN    | 0    | 1      | 0     | 1      |
| 26     | Wit-Rusland        | BLR    | 0    | 1      | 0     | 1      |
| 35     | Cuba               | CUB    | 0    | 0      | 1     | 1      |
| 35     | Tsjechië           | CZE    | 0    | 0      | 1     | 1      |
| 35     | Hongarije          | HUN    | 0    | 0      | 1     | 1      |
| 35     | Kazachstan         | KAZ    | 0    | 0      | 1     | 1      |
| 35     | Servië             | SRB    | 0    | 0      | 1     | 1      |
| 35     | Trinidad en Tobago | TRI    | 0    | 0      | 1     | 1      |
| 35     | Turkije            | TUR    | 0    | 0      | 1     | 1      |
| 35     | Oekraïne           | UKR    | 0    | 0      | 1     | 1      |
| Totaal | Totaal             | Totaal | 47   | 47     | 47    | 141    |

Athene 1896 · Parijs 1900 · St. Louis 1904 · Londen 1908 · Stockholm 1912 · Antwerpen 1920 · Parijs 1924 · Amsterdam 1928 · Los Angeles 1932 · Berlijn 1936 · Londen 1948 · Helsinki 1952 · Melbourne 1956 · Rome 1960 · Tokio 1964 · Mexico-stad 1968 · München 1972 · Montréal 1976 · Moskou 1980 · Los Angeles 1984 · Seoel 1988 · Barcelona 1992 · Atlanta 1996 · Sydney 2000 · Athene 2004 · Peking 2008 · Londen 2012 · Rio de Janeiro 2016  · Tokio 2020  · Parijs 2024  · Los Angeles 2028 
Medaillewinnaars mannen · vrouwen · gemengd
Atletiek · Badminton · Basketbal · Boksen · Boogschieten · Gewichtheffen · Golf · Gymnastiek · Handbal · Hockey · Judo · Kanovaren · Moderne vijfkamp · Paardensport · Roeien · Rugby · Schermen · Schietsport · Schoonspringen · Synchroonzwemmen · Taekwondo · Tafeltennis · Tennis · Triatlon · Voetbal · Volleybal · Waterpolo · Wielersport · Worstelen · Zeilen · Zwemmen